# Heinrich von Hachede

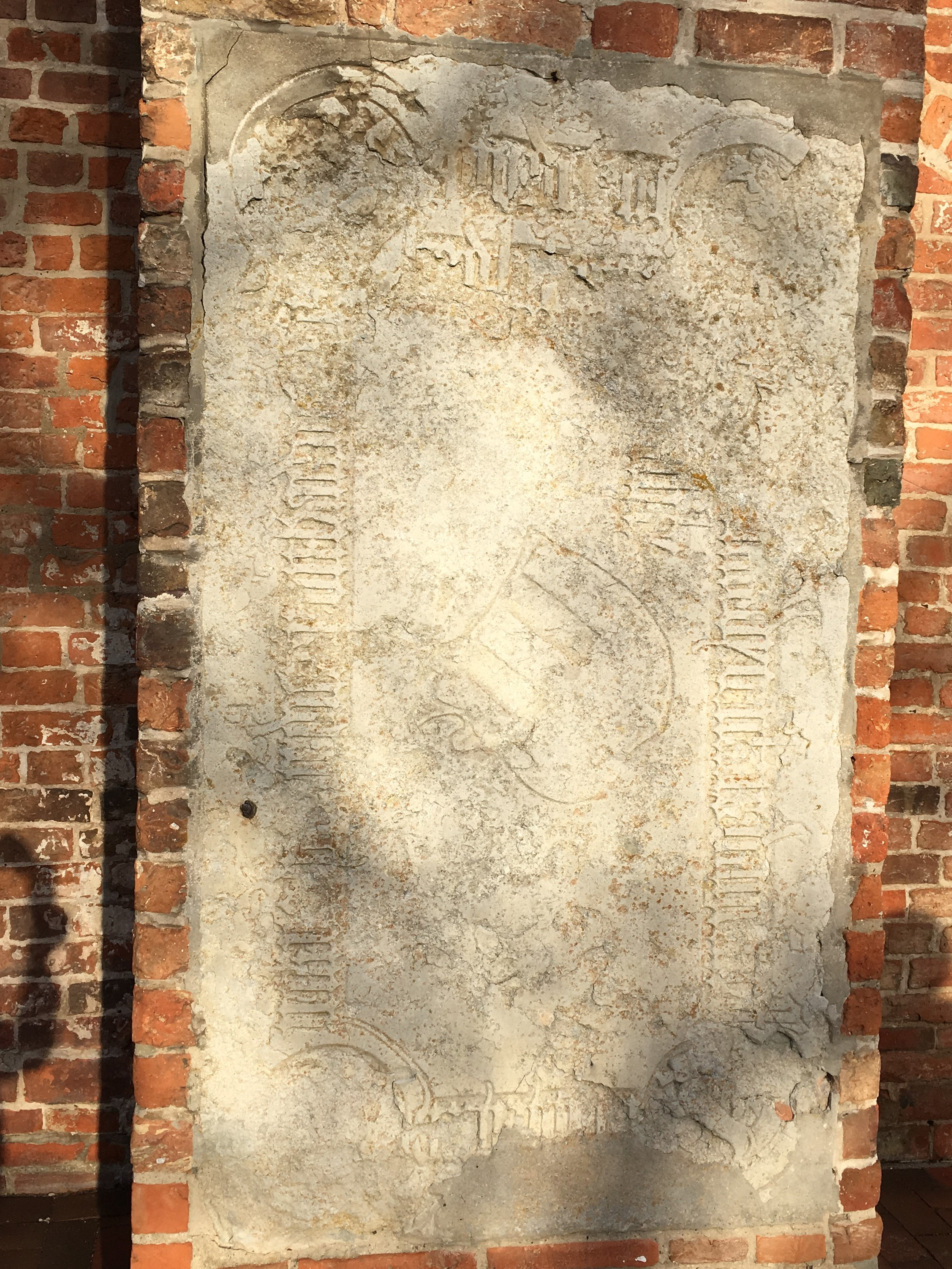
Grabplatte des Heinrich von Hachede

Heinrich von Hachede (* in Lübeck; † 9. Oktober 1473 in Cismar) war ein deutscher Jurist und Ratsherr der Hansestadt Lübeck.

## Leben
Heinrich von Hachede war Sohn eines gleichnamigen Lübecker Bürgers und Enkel des Ratsherrn Hinrich van Hacheden. Heinrich von Hachede studierte Rechtswissenschaften an der Universität Rostock und wurde zum Dr. beider Rechte promoviert. 1460 wurde er als erster promovierter Jurist in den Lübecker Rat erwählt. An allen wichtigen Gesandtschaften der Stadt nahm er in den Jahren 1462 bis 1467 teil. Spätestens ab 1470 war er Vogt von Schonen. Er starb im Kloster Cismar an der Pest und wurde dort auch bestattet. Im Lübecker Dom wurde am 18. November für ihn eine Memorie gehalten.

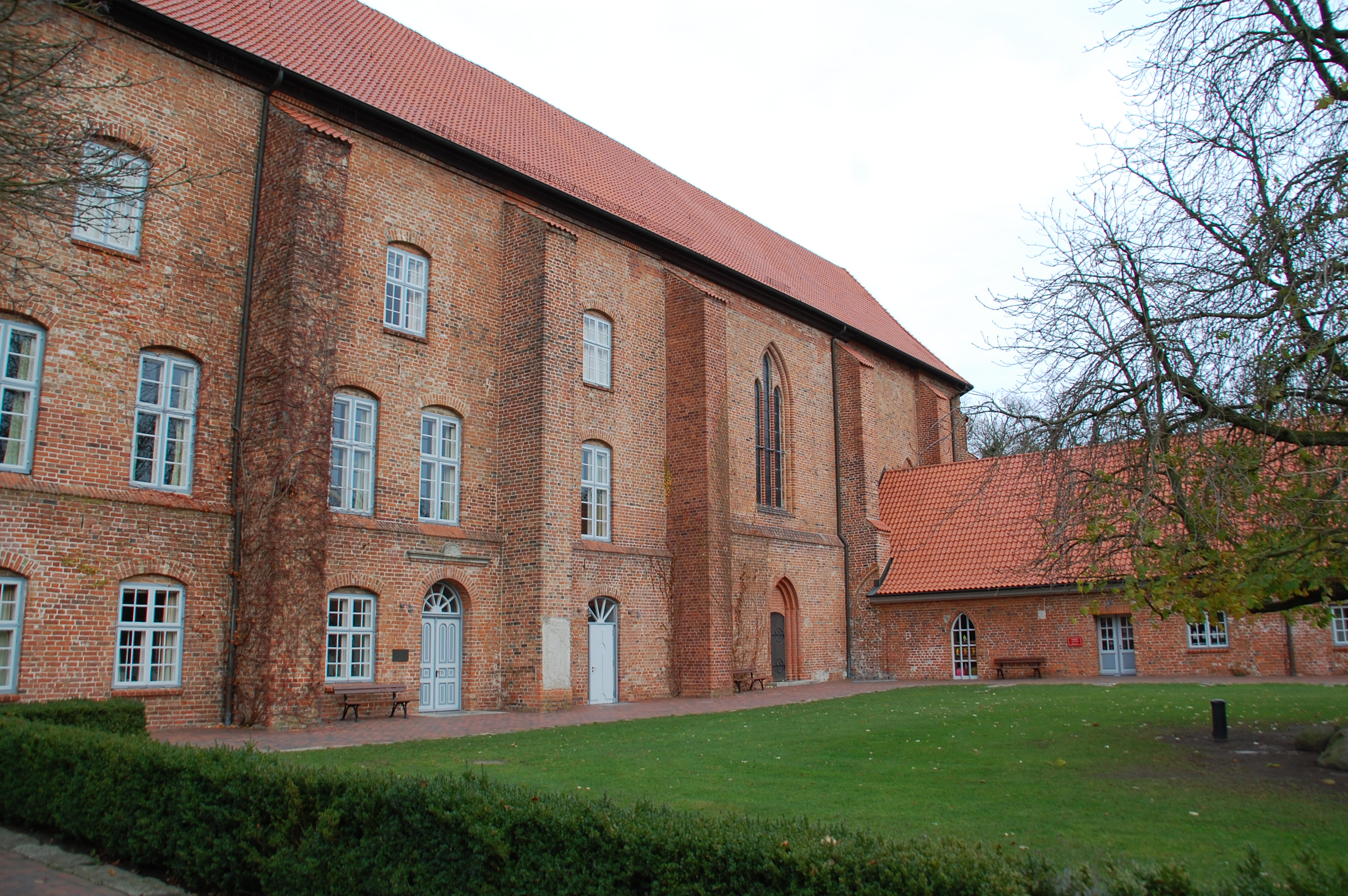
Grabplatte Hachedes (Bildmitte) im Kloster Cismar

 Seine Wappen-Grabplatte ist aufgerichtet und in einen Außenpfeiler eingemauert an der Südseite der Klosterkirche erhalten.
Hachede war mit Elisabeth Kerkring, einer Tochter des Johann Kerkring, verheiratet und bewohnte zunächst das Hausgrundstück seines Großvaters in der Breiten Straße 41 in Lübeck, später am Koberg 6. Der patrizischen Zirkelgesellschaft gehörte er seit 1460 als Mitglied an. Als Lehen des Klosters Loccum besaß er das Dorf Kühsen. 1462 kaufte er eine Hälfte von Duvensee mitsamt einer Hälfte des Sees. Sein Nachlass war überschuldet.